# Cratere Byske
Byske  è un cratere sulla superficie di Marte.